# Léon Rosseeuw
Léon Henri Marie Joseh Roch Rosseeuw (Kortrijk, 28 januari 1854 - Tienen, 18 februari 1936) was een Belgisch volksvertegenwoordiger.

## Levensloop
Rosseeuw was een zoon van Leonard Rosseeuw en Sylvie Elleboudt. Zijn vader was advocaat in Kortrijk en lid van het Nationaal Congres. Hij trouwde met Marie-Henriette Crampen (1852-1933). Ze kregen vier kinderen.
In 1931 werd Léon Rosseeuw in de Belgische adel opgenomen, met de titel van ridder, overdraagbaar bij eerstgeboorte. Hij nam als wapenspreuk Virtute ac labore.  
Rosseeuw promoveerde in 1876 tot doctor in de rechten en doctor in de politieke en administratieve wetenschappen en in 1877 tot kandidaat notaris aan de Katholieke Universiteit Leuven.
Hij vestigde zich als notaris in Tienen (1882-1919). In 1891 werd hij katholiek volksvertegenwoordiger voor het arrondissement Leuven, in opvolging van de overleden Louis Halflants. Hij vervulde dit mandaat tot in 1919. Van 1903 tot 1911 was hij ook gemeenteraadslid van Tienen.
Rosseeuw was ook aanwezig in de ondernemerswereld:
- bestuurder van de Sucreries Saint-Jean (Puerto Rico),
- bestuurder en voorzitter van de Banque Centrale de Bruxelles,
- voorzitter van Crédit Général du Limbourg,
- bestuurder van Produits chimiques, industriels et agricoles de Haren,
- bestuurder van Crédit Tirlemontois,
- bestuurder en voorzitter van Banque de Saint-Trond,
- ondervoorzitter van Banque de Diest,
- voorzitter van Boulonneries de Bressons,
- voorzitter van Sucrerie-Raffinerie la Ghète te Hoegaarden.

Hij was verder ook nog:
- voorzitter van de Kamer van notarissen voor het arrondissement Leuven,
- voorzitter van de kerkfabriek van de Onze-Lieve-Vrouw-ten-Poelkerk,
- voorzitter van de Raad van Bescherming voor arbeiderswoonsten en voorzorgverenigingen in Tienen, Diest, Zoutleeuw, Glabbeek en Zuurbemde,
- voorzitter van de Beroepscommissie betreffende ouderdomspensioenen.